# Möte med Rama
Möte med Rama (engelska: Rendezvous with Rama)  är en science fiction-roman från 1972 skriven av Arthur C Clarke. Den svenska översättningen kom ut 1974.

## Handling
När en meteorit kraschar i östra Italien år 2077, upprättar Jordens världsregering ett vaktsystem, som skall användas om okända föremål närmar sig.
År 2130 träder en över 5 mil lång cylinder in i solsystemet, varpå människor skickas iväg från Jorden för att undersöka föremålet och om de följder som detta sedan får.
Boken fick flera efterföljare; totalt fyra böcker ingår i Rama-serien, varav de senare skrevs i samarbete med Gentry Lee.
- Rendezvous with Rama (1972) ISBN 978-0-553-28789-9. På svenska Möte med Rama (1973).
- Rama II (1989) ISBN 978-0-553-28658-8. På svenska Rama II (1991).
- Garden of Rama (1991) ISBN 978-0-553-29817-8. På svenska Ramas lustgård (1992).
- Rama Revealed (1993) ISBN 978-0-553-56947-6

Gentry Lee har också skrivit två egna böcker som utspelar sig i samma universum:
- Bright Messengers (1995)
- Double Full Moon Night (1999)

### Fotnoter
1. ↑  http://www.isfdb.org/cgi-bin/pl.cgi?118321
2. ↑  läs online, www.bsfa.co.uk .[källa från Wikidata]
3. ↑  The John W. Campbell Memorial Award (på brittisk engelska), Center for the Study of Science Fiction, läs online, läst: 23 oktober 2017.[källa från Wikidata]
4. ↑  läs online, christopher-mckitterick.com .[källa från Wikidata]
5. ↑  läs online, www.thehugoawards.org .[källa från Wikidata]
6. ↑  läs online, www.sfadb.com .[källa från Wikidata]
7. ↑  läs online, nebulas.sfwa.org .[källa från Wikidata]
8. ↑  läs online, nebulas.sfwa.org .[källa från Wikidata]
9. ↑  Clarke, Arthur C. (1974). Möte med Rama. Stockholm: Trevi. Libris 7612191. ISBN 91-7160-103-1